# John Woo

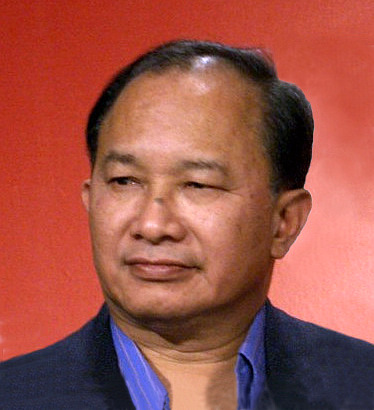
John Woo, Cannes 2005

John Woo, SBS, (chinesisch 吳宇森 / 吴宇森, Pinyin Wú Yǔsēn, Jyutping Ng4 Jyu5sam1, kantonesisch Ng Yǔ-sam, nach Ad-hoc-Umschrift Woo Yu-sen; * nach eigenem Bekunden am 23. September 1946 in Guangzhou) ist ein chinesischer Filmregisseur. Aufgewachsen in Hongkong, ist er unter anderem auch als Filmproduzent tätig und gilt als einer der wichtigsten Protagonisten des Hongkong-Kinos.

## Leben und Werk
John Woo wird 1946 als Ng Yǔ-sam in Guangzhou geboren. 1951 floh Woos Familie vor dem Kommunismus nach Hongkong und fand Unterschlupf in der Barackensiedlung (Slum) von Shek Kip Mei (Kowloon), wo der Vater an Tuberkulose erkrankte und keine Anstellung fand. Woo erinnert sich: „Wir wohnten in einer winzigen Bretterbude mit einem einzigen Raum für die fünfköpfige Familie. Es gab viele Verbrechen, Schlägereien und Kämpfe; es wimmelte von Kriminellen, Gangstern, Drogenhändlern, Drogensüchtigen, Prostituierten und Glücksspielern; es gab jede Menge schmutziger Geschäfte.“ Durch die Brandkatastrophe von Shek Kip Mei über die Weihnachtstage 1953 wurde die gesamte Slumsiedlung verwüstet. Ngs lebten zunächst auf der Straße, bevor sie eine Sozialwohnung von der britischen Kolonialregierung bekamen. Doch auch in der neuen Bleibe wurde der Teenager Ng Yu-sum weiter mit Kriminalität und Gewalt im Alltag konfrontiert. Bis zum 16. Lebensjahr besuchte er die Schule, die ihm von einer amerikanischen Familie über eine lokale Lutherische Kirche finanziert wurde.
Ursprünglich hatte Woo damit geliebäugelt Priester zu werden, wurde aber vom Seminar abgelehnt. Ende der 1960er Jahre kam er zum Film, für den er sich unter anderem durch gemeinsame Kinobesuche mit seiner Mutter zu Filmen, wie z. B. Der Zauberer von Oz, begeistert hatte. Einer seiner Lieblingsfilme in seiner Jungzeit war die Western-Komödie Zwei Banditen von Drehbuchautor William Goldman und Regisseur George Roy Hill aus dem Jahr 1969. Woo wurde 1969 Produktionsassistent bei den Cathay Studios (國泰電影公司) und lernte als Regieassistent in der Produktionsfirma der Shaw Brothers (邵氏兄弟) bei Chang Cheh (張徹). 1973 folgte mit der Low-Budget-Produktion The Young Dragons (鐵漢柔情 – „knallharter Kerl, zärtliche Gefühle“) sein Spielfilmdebüt als Regisseur, bei dem der junge Jackie Chan die Kampfszenen choreographierte. Nach dem Ricky-Hui-Vehikel Money Crazy (kant. 發錢寒) aus dem Jahr 1977 war Woo lange Zeit auf Komödien festgelegt, bis er mit City Wolf (1986) mit Leslie Cheung und Chow Yun-Fat einen preisgekrönten modernen Gangsterfilm vorlegte. In diesem liefert ein skrupelloser Gangster einen Kollegen ans Messer, der sich nach seiner verbüßten Gefängnisstrafe auf einen Rachefeldzug begibt. Mit der Fortsetzung City Wolf II – Abrechnung auf Raten (1987), The Killer (1989), Bullet in the Head (1990) oder Hard Boiled (1992) legte er weitere Filme gleicher Machart vor, in denen er durch ästhetisierte Gewaltdarstellungen auffiel. Dabei verschmolz er in seinen melancholischen Gangsterballaden westliche Vorbilder wie Stanley Kubrick, Jean-Pierre Melville, Sam Peckinpah oder Martin Scorsese mit der Eleganz der chinesischen Schwertkampffilme.
Anfang der 1990er Jahre übersiedelte Woo mit seiner Familie in die USA, wo er als erster asiatischer Filmemacher mit der Regie an einer großen Hollywood-Produktion betraut wurde. Sein US-Debüt gab er 1993 mit dem Actionfilm Harte Ziele, in dem Jean-Claude Van Damme in die Rolle eines arbeitslosen Matrosen schlüpft, der einer Millionärsclique auf die Spur kommt, die Treibjagden auf Obdachlose veranstaltet. Woo missfällt die Kontrolle in Hollywood, die sich auf das Drehbuch, das Casting oder den Schnitt auswirkt, kehrte aber aufgrund der großen Budgets nicht nach Hongkong zurück. „In Hongkong mussten wir unsere Filme mit sehr wenig Geld machen. Wir waren wie ein Fisch ohne Wasser, der irgendwie überleben muss. Wenn du das gelernt hast, kannst du auch teure Hollywoodfilme drehen. Ich überziehe nie mein Budget, denn wer das zu oft tut, bekommt irgendwann keinen Auftrag mehr“, so Woo im Jahr 2000 in einem Interview mit dem Stern. Während seiner Hongkonger Zeit hatte sich der Filmemacher neben der Regie mitunter auch als Produzent, Drehbuchautor, Filmeditor und Schauspieler an seinen Filmen beteiligt.
Mit weiteren Actionfilmen wie Operation: Broken Arrow (1996) oder Im Körper des Feindes (1997) gelang es Woo an zurückliegende Erfolge anzuknüpfen. Im letztgenannten Film konkurrierten John Travolta und Nicolas Cage als FBI-Mitarbeiter und internationaler Terrorist, was Woo den Saturn Award als bester Regisseur einbrachte. Sein kommerziell bisher erfolgreichster Film war Mission: Impossible 2 (2000) mit Tom Cruise, der 215 Mio. US-Dollar an den Kinokassen einspielte. Hier bewies Woo laut Meinung des film-dienstes „einmal mehr, dass er der derzeit innovativste und interessanteste Action-Regisseur ist“. Der folgende Kriegsfilm Windtalkers (2002), erneut mit Nicolas Cage in der Hauptrolle, sowie der Science-Fiction-Thriller Paycheck – Die Abrechnung (2003) mit Ben Affleck und Uma Thurman reichte nicht an den großen Erfolg von Mission: Impossible 2 heran. In der nachfolgenden Zeit kehrte Woo nach Asien zurück und realisierte dort mehrere Spielfilme. Mit Silent Night – Stumme Rache aus dem Jahr 2023 drehte er einen weiteren Hollywood-Actionfilm.
Woo ist verheiratet und lebt in Los Angeles. Er ist Vater von drei Kindern. Bei den 67. Filmfestspielen von Venedig 2010 erhielt Woo den Goldenen Löwen für sein Lebenswerk. Die Jury hob in ihrer Erklärung unter anderem die in seinen Kriegs- und Gangsterfilmen auftauchende erbitterte Gewalt, den originellen poetischen und romantischen Einfluss sowie die sehr persönliche und energetische figurative Spannung hervor, die ähnlich einer „surrealen Halluzination“ sei.

## Filmografie (Auswahl)

### Regie
Diese Liste ist unvollständig. Woo hat an einigen Filmen als Koregisseur mitgewirkt bzw. als Regie-Assistent entscheidend geprägt, die hier nicht erfasst sind. Ein umfassender Überblick bis 2005 findet sich in: Thomas Gaschler, Ralph Umard: Woo. Belleville, München 2005, ISBN 3-933510-48-1.
- 1973: Fists of the Double K – Hong Kong Face-Off
- 1974: Belles of Taekwondo (Nüzi taiquan qunyinghui)
- 1975: Princess Chang Ping (Dinü hua, als Yusen Wu)
- 1976: Hand of Death (Shaolnmen)
- 1977: Money Crazy (Fa qian han)
- 1977: Follow the Star (Da shaxing yu xiao meitou)
- 1978: Last Hurrah for Chivalry (Hao xia)
- 1979: Hello, Late Homecomers (Ha luo, yeguiren)
- 1980: From Riches to Rags (Qian zuoguai)
- 1981: Laughing Times (Huaji shidai)
- 1982: To Hell with the Devil (Modeng tianshi)
- 1982: Plain Jane to the Rescue (Bacai Lin Yazhen)
- 1983: Heroes Shed No Tears (Yingxiong wulei) (Blast Heroes) (wurde erst 1986 veröffentlicht)
- 1984: The Time you need a Friend (Xiaojiang)
- 1985: Run Tiger Run (Liang zhi lao hu)
- 1986: A Better Tomorrow (Yingxiong Bense)  (City Wolf)
- 1987: A Better Tomorrow 2 (Yingxiong Bense II)  (City Wolf II – Abrechnung auf Raten)
- 1989: The Killer (Diexue shuang xiong)
- 1989: Just Heroes (Hard Boiled II)
- 1990: Bullet in the Head (Diexue jietou)
- 1991: Killer Target (Once a Thief)
- 1992: Hard Boiled (Lashou shentan)
- 1993: Harte Ziele (Hard Target)
- 1996: Operation: Broken Arrow (Broken Arrow)
- 1996: Once a Thief: Brother Against Brother (Fernsehfilm)
- 1997: Im Körper des Feindes (Face/Off)
- 1998: Blackjack (Fernsehfilm)
- 2000: Mission: Impossible 2
- 2002: Windtalkers
- 2003: Paycheck – Die Abrechnung (Paycheck)
- 2004: The Robinsons: Lost in Space
- 2005: Alle Kinder dieser Welt
- 2007: Stranglehold (Videospiel mit Chow Yun-Fat als 3D-Charakter)
- 2008: Red Cliff 1 (Chi bi)
- 2009: Red Cliff 2 (Chi bi xia: Juezhan tianxia)
- 2014: The Crossing
- 2015: The Crossing 2
- 2017: Manhunt
- 2023: Silent Night – Stumme Rache (Silent Night)
- 2024: The Killer

### Darsteller
Diese Liste ist unvollständig. Woo hat in zahlreichen Filmen der 1960er bis 1990er Jahre Kurzauftritte oder Statistenrollen, die hier nicht erfasst sind. Ein umfassender Überblick bis 2005 findet sich in: Thomas Gaschler, Ralph Umard: Woo. Belleville, München 2005, ISBN 3-933510-48-1.
- 1976: Dragon Forever
- 1982: Plain Jane to the Rescue
- 1986: A Better Tomorrow
- 1988: Roboforce
- 1990: Bullet in the Head
- 1991: Killer Target
- 1991: The Banquet
- 1992: Twin Dragons – Das Powerduo
- 1992: Hard Boiled
- 1997: Task Force
- 2011: Beginning of the Great Revival (Founding of a Party)

### Produzent
- 1983: Ghost Bustin’
- 1995: Never die
- 1998: The Big Hit
- 2002: Red Skies
- 2003: Bulletproof Monk
- 2004: The Robinsons: Lost in Space
- 2010: Reign of Assassins
- 2011: Warriors of the Rainbow: Seediq Bale
- 2011: 7 Brothers

## Auszeichnungen (Auswahl)
- 1986: Golden Horse Film Festival: Beste Regie für City Wolf
- 1987: Hong Kong Film Awards: Bester Film für City Wolf
- 1990: Hong Kong Film Awards: Beste Regie für The Killer
- 1991: Hong Kong Film Awards: Bester Schnitt für Bullet in the Head
- 1992: Asia-Pacific Film Festival: Bester Schnitt für Hard Boiled
- 1993: Hong Kong Film Awards: Bester Schnitt für Hard Boiled
- 1994: Academy of Science Fiction, Fantasy & Horror Films, USA: Nominiert für Beste Regie für Hard Target
- 1997: Sweden Fantastic Film Festival: Großer Preis der Jury für Im Körper des Feindes
- 1998: Academy of Science Fiction, Fantasy & Horror Films, USA: Beste Regie für Im Körper des Feindes
- 1998: Saturn Award: Beste Regie für Im Körper des Feindes
- 1998: Gemini Awards: Nominiert Beste Serie für Once a Thief
- 2001: Taurus Award 2001: Action Movie Director Award
- 2009: Internationales Filmfestival Shanghai: Outstanding Contribution to Chinese Cinema
- 2010: Internationale Filmfestspiele von Venedig: Goldener Löwe für sein Lebenswerk
- 2010: Asian Film Award: Top-Grossing Film Director für Chi bi xia: Jue zhan tian xia